# Фергюсон, Крейг
Крейг Фе́ргюсон (англ. Craig Ferguson; род. 17 мая 1962, Глазго, Шотландия, Великобритания) — американский стендап-комик шотландского происхождения, актёр и режиссёр, телеведущий, писатель. В период с 2005 по 2014 годы вёл авторское ТВ-шоу «Самое позднее шоу с Крейгом Фергюсоном» (англ. «The Late Late Show with Craig Ferguson») на канале CBS.
Без отрыва от основной деятельности написал две книги: роман англ. "Between the Bridge and the River" и автобиографию англ. "American on Purpose". Стал гражданином США в 2008 году.
До карьеры телеведущего был известен как исполнитель роли Найджелла Уика в сериале англ. The Drew Carey Show с 1996 по 2003 год. После написал сценарий и снялся в трёх фильмах, став режиссёром одного из них.

## Биография

### Ранние годы
Крейг Фергюсон родился в Глазго, Шотландия, в семье Роберта и Джанет Фергюсон. Когда ему было шесть месяцев, семья переехала в соседний городок Камбернолт. Рос, по собственным словам, «пухлым и запуганным». Посещал начальную школу Мьюирфилда и среднюю школу Камбернолта, которую бросил в шестнадцать лет, начав обучаться на электротехника на местном заводе американской компании Burroughs Corporation. Высшее образование получил в Школе искусств Глазго, там он был барабанщиком в панк-группе Dreamboys, солистом в которой был будущий известный актёр Питер Капальди.
Совершил свой первый визит в США будучи подростком — Крейг навестил дядю, который жил на Лонг-Айлендe. В 1983 Крейг переехал в Нью-Йорк, работал на стройке в Гарлеме. Позже стал вышибалой в ночном клубе «Save the Robots».

## Избранная фильмография
| Год       |     | Русское название              | Оригинальное название                           | Роль                             |
| --------- | --- | ----------------------------- | ----------------------------------------------- | -------------------------------- |
| 1996—2004 | с   | Шоу Дрю Кэри                  | The Drew Carey Show                             | Найджел Уик (170 эпизодов)       |
| 1999      | ф   | Спасите Грейс                 | Saving Grace                                    | Мэттью                           |
| 2004      | ф   | Лемони Сникет: 33 несчастья   | Lemony Snicket's A Series of Unfortunate Events | Человек неопределённого пола     |
| 2006      | ф   | Мотель «Ниагара»              | Niagara Motel                                   | Филли                            |
| 2009      | ф   | Голая правда                  | The Ugly Truth                                  | играет самого себя               |
| 2010      | мф  | Как приручить дракона         | How to Train Your Dragon                        | Плевака (озвучка)                |
| 2010      | мф  | Футурама                      | Futurama                                        | Сьюзан Бойл (2 эпизода, озвучка) |
| 2011      | мф  | Медвежонок Винни и его друзья | Winnie the Pooh                                 | Филин (озвучка)                  |
| 2010      | кор | Легенда о Костоломе           | Legend of the Boneknapper Dragon                | Плевака (озвучка)                |
| 2011      | кор | Драконы: Подарок ночной фурии | Dragons: Gift of the Night Fury                 | Плевака (озвучка)                |
| 2011      | кор | Книга драконов                | Book of Dragons                                 | Плевака (озвучка)                |
| 2012      | мф  | Храбрая сердцем               | Brave                                           | Лорд Макинтош (озвучка)          |
| 2014      | мф  | Как приручить дракона 2       | How to Train Your Dragon 2                      | Плевака (озвучка)                |
| 2014      | мф  | Почтальон Пэт                 | Postman Pat: The Movie                          | Крейг / Не далёк (озвучка)       |
| 2018      | мф  | Папа-мама гусь                | Duck Duck Goose                                 | Джиллз (озвучка)                 |
| 2019      | мф  | Как приручить дракона 3       | How to Train Your Dragon: The Hidden World      | Плевака (озвучка)                |
| 2020      | ф   | И тогда появился ты           | Then Came You                                   | Говард                           |